# Ubaldino Bandinelli
Ubaldino Bandinelli (Firenze, 1494 – Roma, 4 marzo 1551) è stato un vescovo cattolico italiano.

## Biografia
Compì con profitto studi letterari; divenne sottodecano del capitolo cattedrale di Firenze e il 3 giugno 1548 vescovo di Montefiascone e Corneto, si dimise dopo otto mesi circa. La sua attività pastorale fu caratterizzata da molte visite, compiute per lo più dal vicario episcopale Pompilio Giusti.
Nel 1551 papa Giulio III lo chiamò a Roma perché lo aiutasse del disbrigo di difficili affari, ma morì l'anno stesso; sepolto nella chiesa di Santa Maria sopra Minerva presso l'acquasantiera, il suo ricordo rimane negli scritti di molti contemporanei, fra di essi primeggia per fama monsignor Giovanni della Casa, l'autore del Galateo, che a Firenze lo ebbe quale insegnante. Il della Casa lo ricorda sia nel Galateo stesso, che in una lettera a Ludovico Beccadelli del 1532 in cui lo definisce «persona di molto discorso e di ottimo giudicio e prativo», anche dopo la sua morte l'affetto per il maestro si rivelò in un'elegia latina in cui lo definisce «l'onor dell'Italia».